# 牧野貞通
牧野 貞通（まきの さだみち）は、江戸時代中期の大名。日向国延岡藩の第2代藩主、常陸国笠間藩初代藩主。官位は従四位下・備後守、侍従。成貞系牧野家4代。

## 略歴
徳川綱吉の側近・牧野成貞の長男。母は側室の藤田氏。成貞74歳の時の子だった。幼名は幸之助、諱は初め貞倶、後に貞通。牧野家の家督は成貞の後、養子の成春、その長男の成央が継いでいたが、成央が21歳で早世したため、跡を継ぐこととなった。
享保19年（1734年）28歳で奏者番、翌享保20年（1735年）には寺社奉行を兼任する。元文4年（1739年）に越後長岡藩と相談の上、長岡藩主・牧野忠周の嗣子として、自分の嗣子である忠敬を長岡藩嗣子とし、併せて自身の家を長岡藩主家の分家として位置づける。なお、忠敬の代わりに次男の貞隆を嗣子とするが、寛保元年（1741年）に早世したため、三男の貞長を嗣子とする。
寛保2年（1742年）には従四位下に上り、京都所司代に就任した。実績が認められ、延享4年（1747年）には常陸笠間藩に転封となった。延享5年6月（1748年）に長岡藩を相続した忠敬が死去すると、長岡藩江戸藩邸に入って相続の相談に加わり、忠敬の末期養子として九男の忠利を長岡藩主にする。
寛延2年9月13日（1749年）、任地の京都において43歳で没する。なお、公式系図では貞通の子とされる、忠利の跡を継いで長岡藩主となった牧野忠寛は、実は忠敬の養父である牧野忠周の実子であるが、貞通の死後の寛延3年（1750年）に笠間藩を継承した貞長によって故人貞通の猶子となったとしている。

## 経歴
- 1719年（享保4年） ：家督相続　延岡藩主就任
- 1716年（享保11年）：延岡城入部
- 1734年（享保19年）：奏者番
- 1735年（享保20年）：寺社奉行（5月2日）
- 1742年（寛保2年） ：京都所司代
- 1747年（延享4年） ：笠間に国替
- 1749年（寛延2年） ：死去、享年43

## 官位位階
- 1721年（享保6年）：従五位下、越中守
- 1742年（寛保2年）：従四位下、侍従、備後守

## 系譜
父母
- 牧野成貞（実父）
- 藤田氏 - 側室（実母）
- 牧野成央（養父）

正室
- 松浦篤信の娘

側室
- 本庄氏
- 佐藤氏

子女
- 牧野忠敬（長男） 生母は本庄氏。牧野忠周の養子。
- 牧野貞隆（次男）
- 牧野貞長（五男）
- 牧野忠利（八男） 生母は本庄氏。牧野忠敬の養子。
- 牧野忠寛（公式上は十男） - 実際は牧野忠周と側室大原氏の長男。
- 牧野貞恒（十二男）
- 松平忠義（十三男）
- 牧野通英（十四男）
- 牧野通亮（十五男）
- 戸田光廩（十六男）
- 松平忠勧（十七男）
- 菊子、心源院 - 奥平昌敦正室
- 千姫 - 松平直純正室
- 本多忠敝正室
- 松浦到正室
- 清操院 - 稲葉泰通正室
- 八千子 - 牧野康満正室
- 牧野忠寛の養女
- 有馬広之室